# John L. Ryan

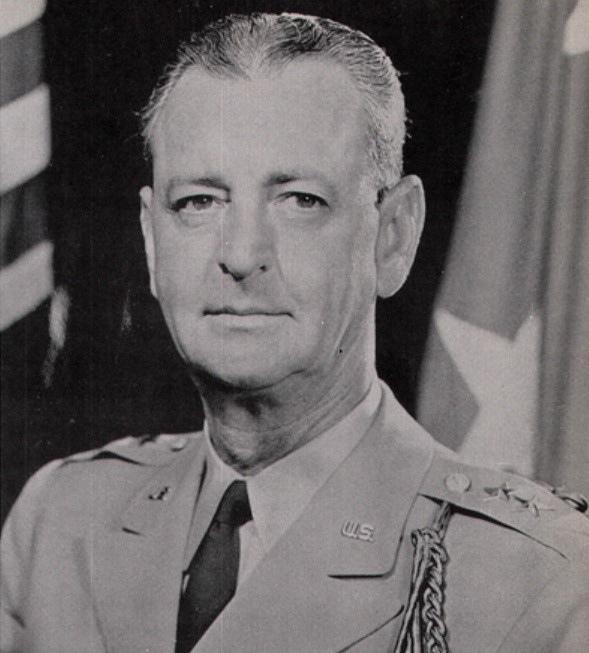
John L. Ryan Jr. (1959)

John Lawrence Ryan Jr. (* 4. Juli 1903 in Fort Oglethorpe, Catoosa County, Georgia; † 8. Dezember 1976 in Washington, D.C.) war ein Generalleutnant der United States Army. Er war unter anderem Kommandeur der 6. Armee.
John Ryan Jr. war ein Sohn von John Lawrence Ryan Sr. (1864–1940) und dessen Frau Eva Lipson (1879–1965). Der Vater nahm als Master Sergeant des US-Heeres am Spanisch-Amerikanischen Krieg teil.
In den Jahren 1922 bis 1926 durchlief der jüngere Ryan die United States Military Academy in West Point. Nach seiner Graduation wurde er als Leutnant in das Offizierskorps des US-Heeres aufgenommen. In der Armee durchlief er anschließend alle Offiziersränge vom Leutnant bis zum Drei-Sterne-General.
In seinen jüngeren Jahren absolvierte er den für Offiziere in den niederen Rangstufen üblichen Dienst in verschiedenen Einheiten und Standorten. Zwischen 1937 und 1940 war er mit dem 13. Kavallerieregiment in Fort Knox stationiert, das in diesen Jahren von einer klassischen Kavallerieeinheit mit Pferden zu einer motorisierten Einheit umgewandelt wurde. Im Jahr 1938 wurde er für sein beherztes Eingreifen und der damit verbundenen Verhinderung einer größeren Katastrophe bei einem Unglück mit einem Benzintankfahrzeug mit der Soldier’s Medal ausgezeichnet.
Während des Zweiten Weltkriegs war er als Stabschef der 7. Panzerdivision auf dem europäischen Kriegsschauplatz eingesetzt. Für seine militärischen Leistungen in den Niederlanden Ende Oktober 1944 wurde er mit dem Silver Star Orden ausgezeichnet.
Nach seiner Rückkehr in die Vereinigten Staaten setzte John Ryan seine Offizierslaufbahn fort. Anfang der 1950er Jahre war er im Koreakrieg eingesetzt. In den Jahren 1952 und 1954 war er erneut in Fort Knox stationiert, wo er Stabschef beim dort ansässigen Armor Center war. Nach einer zwischenzeitlich anderen Verwendung übernahm er im Jahr 1956 das Kommando über den Armor Center, das er bis 1959 innehatte.
Am 1. September 1961 erhielt Ryan als Nachfolger von Robert M. Cannon das Kommando über die 6. Armee im Presidio bei San Francisco. Dieses Kommando behielt er bis zum 31. Juli 1963 als Frederic J. Brown seine Nachfolge antrat. Anschließend schied er aus dem aktiven Militärdienst aus.
John Ryan starb am 8. Dezember 1976 in der Bundeshauptstadt Washington, D.C. und wurde auf dem Friedhof der Militärakademie in West Point beigesetzt.

## Orden und Auszeichnungen
John Ryan erhielt im Lauf seiner militärischen Laufbahn unter anderem folgende Auszeichnungen:
- Army Distinguished Service Medal
- Silver Star
- Legion of Merit
- Soldier’s Medal
- Croix de Guerre (Frankreich)